# Trilelement

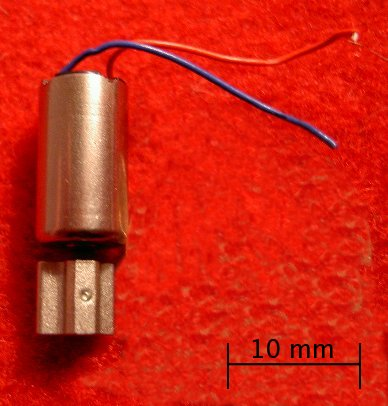
Een trilmotor als trilelement

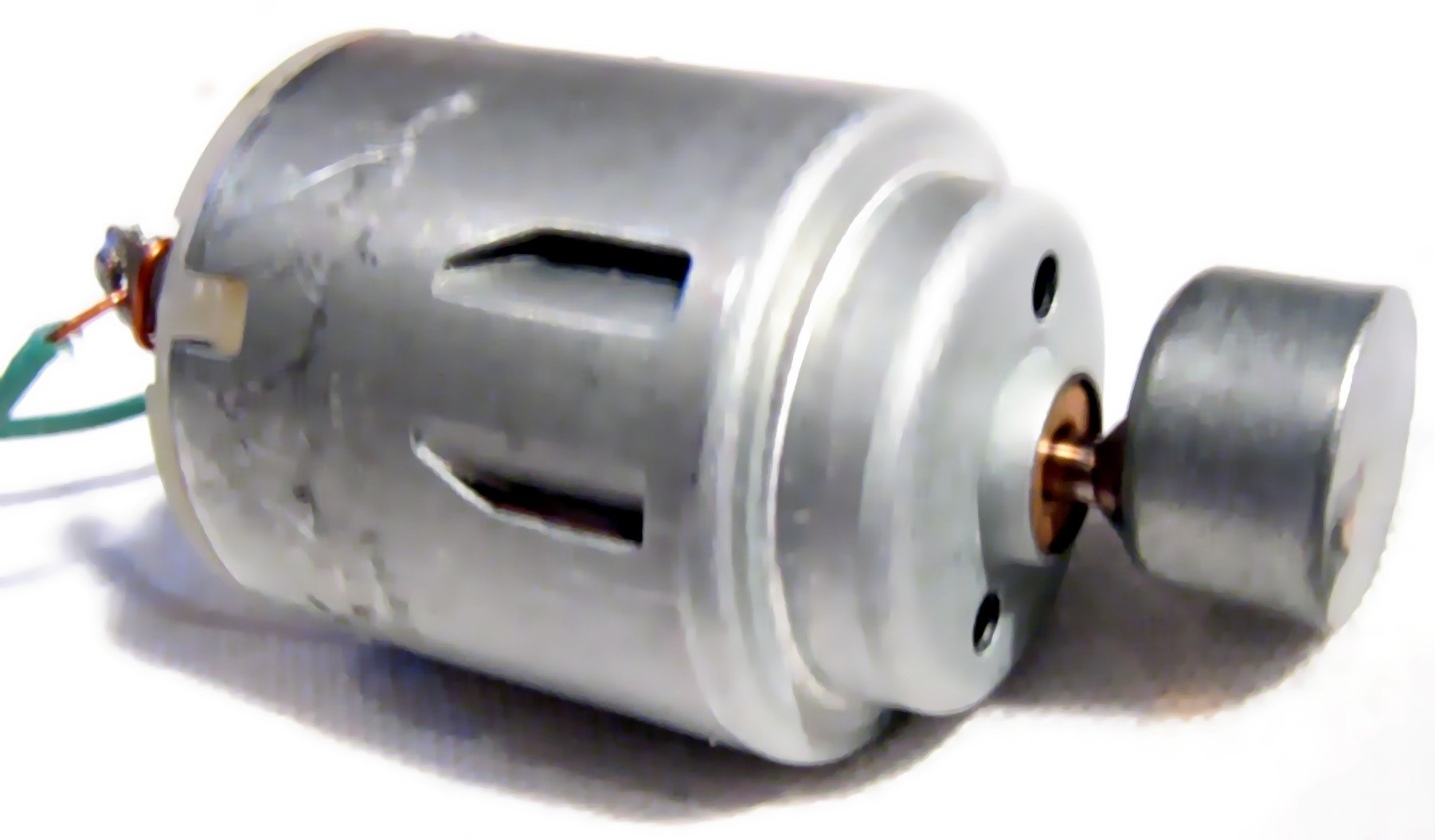
Een trilmotor uit een vibrator

Een trilelement wordt als actuator-onderdeel in apparaten gebouwd om voor een voelbare trilling te kunnen zorgen. Meestal gaat het om een trilmotor, maar er bestaan ook andere, meest elektromagnetische elementen en elementen die zijn gebaseerd op het piëzo-effect. Deze vorm van machine-menscommunicatie wordt haptisch genoemd (hapsis = gevoelscontact, van het Griekse
άπτομαι, haptomai = aanraken), ook bekend van de haptonomie.

## Werking
De werking van een trilelement in de vorm van een trilmotor berust op het roteren van een excentrische onbalans, aan de as is een gewichtje bevestigd waarvan het zwaartepunt niet op de as ligt. Als de motor met het gewichtje draait, doet het gewichtje het geheel slingeren en dit wordt merkbaar door het trillen van het apparaat waar dit is ingebouwd. Het toerental is bepalend voor de frequentie van de trilling. In toepassingen waarin de hoorbaarheid van dit signaal ongewenst is dient de opgewekte frequentie lager te zijn dan 20 Hz, de ondergrens van het menselijk gehoor. In technische termen wordt wel gesproken over ERM, Excentrisch Roterende Massa of vibramotor.
De grotere elektromagnetische trilelementen kunnen opgebouwd zijn als een basluidspreker zonder membraan ('conus'). Aan de spreekspoel kan een bout bevestigd worden om het te laten trillen object mee aan te drijven. Dit soort trilelementen worden wel gebruikt in stoelen in bioscoopzalen om tevens het laagfrequente geluid of een bewegingssensatie voelbaar te maken. Er kunnen subsonische (bewegings-) opnamen door worden weergegeven die in bijvoorbeeld een kermisattractie of tijdens een safaririt zijn gemaakt. Deze toepassing vergt relatief veel vermogen dat geleverd wordt door een zware versterker. Deze aandrijving kan overigens ook hydraulisch zijn.
De kleinere elektromagnetische trilelementen kunnen opgebouwd zijn als een miniatuurluidsprekertje zonder conus maar met een veer. Dit is een vrij nieuwe vorm van trilelement die is ontwikkeld voor de mobiele markt. Het voordeel boven de trilmotor is een langere levensduur, kleinere afmetingen en de betere afbakening van de richting van trillen, waardoor dat op een genuanceerdere wijze voelbaar kan worden gemaakt. Ze worden in de techniek aangeduid met LRA, Lineaire Resonantie Actuator.
De piëzotrilelementen zijn anders opgebouwd dan de bekende luidsprekertjes en hebben een hoge spanning (tot wel 300 V) nodig om hun werk te kunnen doen. Ze kunnen trilfrequenties tot 300 Hz opwekken en veel gedetailleerdere golfvormen weergeven dan een motor. De aansturing hiervan dient daarom navenant geavanceerder te zijn.

## Aansturing
De behoefte aan nuancering van de gevoelsterugkoppeling door trilelementen wordt steeds groter door de grote diversiteit aan mobiele apparatuur. Toepassing vindt plaats in onder meer: mobiele telefoons, tabletten, draagbare computers, toetsenborden, muizen, joysticks en computerspellen. Dat blijkt ook uit het aanbod van geïntegreerde schakelingen (IC's of chips) waarmee deze actuators kunnen worden aangedreven. Voor de LRA en ERM zijn gecombineerde stuuric's in de handel met allerlei toepaslijke functies, zoals snelheidsregeling (inclusief oversturing), remfunctie, automatische resonantiedetectie, amplitudedetectie, koppeling van de trilling aan audio, statuscontrole van de actuator en golfvormtabellen, waarvan de gepatenteerde inhoud voorgeprogrammeerd kan zijn. Een communicatiepoort (met name I²C) maakt besturing vanuit de centrale processor mogelijk en intern geheugen biedt plaats aan allerlei lokale informatie die de processor en de communicatie daarmee ontlasten. Vergelijkbare functies, gecombineerd met een hoogspanningsgenerator, zijn voor piëzoactuators beschikbaar. Fabrikanten schermen met allerlei nieuwe vondsten op het gebied van gevoelssensaties door deze technieken. Als voorbeeld van dergelijke IC's dienen de DRV2605 respectievelijk de DRV2667 van Texas Instruments.

## Gebruik
Trilmotoren werden al in het begin van de 20e eeuw toegepast in mechanische genotsartikelen, zoals vibrators. Met de opkomst van mobiele apparatuur worden trilelementen steeds vaker toegepast. In mobiele telefoons en dergelijke worden ze bijvoorbeeld gebruikt om de gebruiker te kunnen waarschuwen zonder daarbij een duidelijk hoorbaar geluidssignaal af te geven, bijvoorbeeld als er gebeld wordt, als een sms wordt ontvangen of als een timer afloopt. Er kunnen twee motortjes zijn ingebouwd waarvan de assen loodrecht op elkaar staan. Zo is het mogelijk om naast de hulp van verschillen in trilfrequentie ook door de trilrichting onderscheid te maken tussen verschillende soorten signalering. Deze motortjes zijn meestal erg klein en vragen relatief weinig elektrische energie. Steeds vaker worden LRA's gebruikt vanwege de genoemde voordelen. In andere apparatuur, zoals die voor het spelen van computerspellen, worden door trilelementen allerlei suggesties van de gesimuleerde avonturen door haptische terugkoppeling versterkt.
Voor doven en slechthorende mensen is dit soort mobiele apparatuur een uitkomst, doordat ze de signalen kunnen 'voelen' worden hun communicatiemogelijkheden vergroot. De nuancering in de trillingen die nu wordt ontwikkeld kan voor hen van grote betekenis zijn.